# Televrina
Televrina (588 m n. m.) je hora na ostrově Lošinj v severozápadní části Chorvatska. Nachází se na území opčiny Mali Lošinj v Přímořsko-gorskokotarské župě. Leží v hřebeni Osorščica mezi vrcholy Križica (343 m) na severozápadě a Sveti Nikola (557 m) na jihovýchodě. Přístupovou stezku na vrchol vybudoval již v roce 1887 Rakouský turistický klub. Televrina je nejvyšší horou celého ostrova.
Na vrchol lze vystoupit po značené turistické trase například z vesnice Nerezine.